# Popillia planiuscula
Popillia planiuscula är en skalbaggsart som beskrevs av Ohaus 1920. Popillia planiuscula ingår i släktet Popillia och familjen Rutelidae. Inga underarter finns listade i Catalogue of Life.